# Seaton Sluice
Seaton Sluice est un village du Northumberland, en Angleterre.